# Безпека світильників
Характеристики безпеки світильників підрозділяють на декілька груп:
1. Електрична безпека
Визначається класом захисту від ураження людини електричним струмом, ступенем захисту від зіткнення з струмопровідними частинами, напругою, опором і електричною міцністю ізоляції, шляхами витоку і повітряними зазорами. Існують 5 класів захисту СП від поразки електричним струмом: 0, 01, I, II, III.
Електрична безпека СП характеризується опором ізоляції між різними частинами, що знаходяться під напругою, як при знаходженні СП в нормальних умовах довкілля, так і після певного періоду знаходження в умовах підвищеної вогкості, причому тривалість цього періоду залежить від основного призначення СП.
2. Вибухозахищеність
Під вибухозахистом розуміються спеціальні конструктивні засоби і заходи, які забезпечують незапалювання навколишньої вибухонебезпечної газо-, паро- і пилоповітряної суміші від електричних іскр, дуг, полум'я і нагрітих частин СП. Залежно від області застосування вибухозахищені СП умовно розділяються на такі групи: I. рудникові вибухозахищені СП для підземних вироблень шахт і рудників, небезпечних по газу і пилу
II. вибухозахищені СП для внутрішньої і зовнішньої установки на підприємствах хімічної, нафтової, газової і інших галузей промисловості, де можливо утворення вибухонебезпечних сумішей. Залежно від рівня вибухозахисту всі СП підрозділяються на СП підвищеної надійності проти вибуху, вибухобезпечні СП і особливовибухонебезпечних СП.
3. Пожежна безпека
Означає практичну неможливість загоряння як самого приладу, так і середовища, що його оточує; забезпечується конструкцією СП, вибором комплектуючих виробів і матеріалів з температурними характеристиками, відповідними тепловому режиму роботи СП. Для стельових, вбудовуваних і опорних СП істотними з погляду пожежної безпеки є параметри займистості матеріалів, з яких виготовлені опорні поверхні. Ці матеріали можуть бути умовно підрозділений на 3 групи: а) нормально займисті (спалимі) матеріали, температура займання яких менше 200°С і які не деформуються при цій температурі (наприклад, дерево товщиною понад 2 мм)
b) негорючі матеріали, тобто ті, які не здатні підтримувати горіння (наприклад, метал, бетон, штукатурка)
с) легко займисті матеріали, які не можуть бути класифікований як нормально займисті (наприклад, фанера або інші матеріали, що містять дерево, товщиною менше 2 мм).
СП, призначені для установки безпосередньо на опорні поверхні з нормально займистих матеріалів, в міжнародній практиці отримали символ F в трикутнику.
4. Захист від дії середовища
Захист від пилу і агресивних середовищ забезпечується, як правило, вибором відповідних конструкційних і світлотеотехнічних матеріалів, а також різним ступенем герметизації внутрішнього об'єму СП або його окремих порожнин (перш за все порожнини розташування електричних контактів). Ступінь захисту СП характеризується двома цифрами, що означають поєднання класів і підкласів конструкцій СП. Перша цифра означає підклас СП по ступеню захисту від пилу і від зіткнення з що знаходяться під напругою частинами, а друга — ступінь захисту СП від проникнення води. Для позначення ступеня захисту перед двома цифрами ставляться букви IP (Ingress Protection — захист від проникнення). Значення ступенів захисту від попадання пилу і води приведені в таблиці:
| Значення | захист від попадання твердих об'єктів | захист від води                      |
| 0        | _                                     | _                                    |
| 1        | D>50mm                                | вертикальне попадання крапель        |
| 2        | D>12,5mm                              | вертикальні краплі під max кутом 15° |
| 3        | D>2,5mm                               | дождь                                |
| 4        | D>1mm                                 | брызги воды                          |
| 5        | пил невеликої кількості               | струмінь води                        |
| 6        | пилонепроникність                     | сильний струмінь води                |
| 7        |                                       | повне занурення                      |